# Adenomera coca
Adenomera coca é uma espécie de anfíbio anuros da família Leptodactylidae. É considerada espécie deficiente de dados pela Lista Vermelha da UICN. Está presente em Bolívia.